# Papugalepsus alatus
Papugalepsus alatus är en bönsyrseart som beskrevs av Max Beier 1965. Papugalepsus alatus ingår i släktet Papugalepsus och familjen Iridopterygidae. Inga underarter finns listade i Catalogue of Life.